# Уэбб, Айзек
Айзек Уэбб (англ. Isaac Webb) (родился между сентябрём 1793 и июнем 1794 — умер в первой половине 1840) — американский судостроитель, путешественник, основатель и главный совладелец судостроительной верфи «Isaac Webb & Co.» в Нью-Йорке. Позже эта верфь изменила название на «Webb & Allen», так как Айзек взял в партнёры Джона Аллена. В 1843 году его сын Уильям Генри Уэбб выкупил долю бизнеса у Джона Аллена, давнего партнера своего отца, и впоследствии переименовал судостроительную верфь в «William H. Webb».

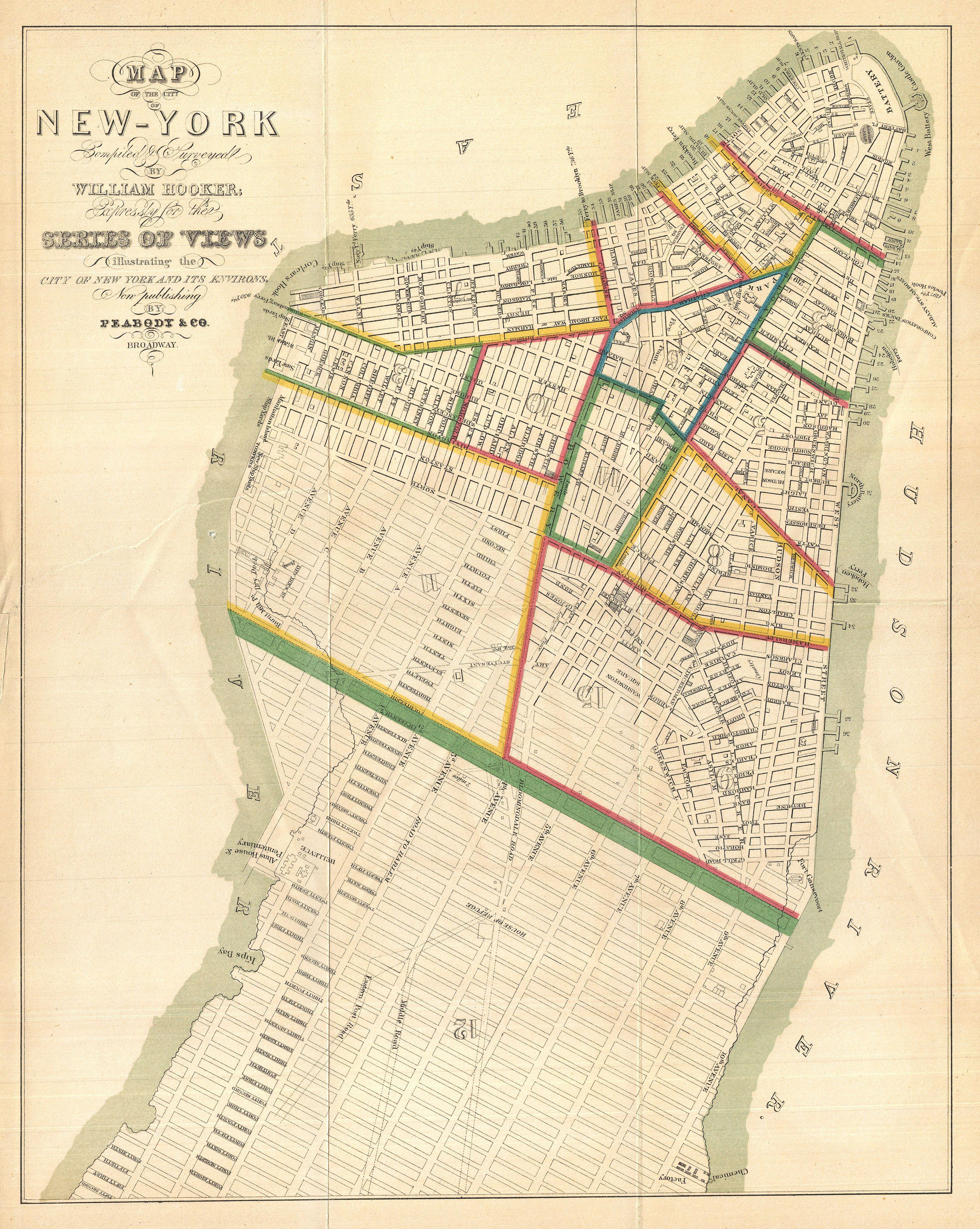
Около Corlears Hook Айзек Уэбб основал верфь «Isaac Webb & Co.», которая позже переехала на улицу Стєнтон (Stanton Street) и потом меняла названия на «Webb & Allen» и «William H. Webb». Карта Нью-Йорка 1931 года.

## Биография
В сентябре 1810 года Генри Экфорд (англ. Henry Eckford) взял 16-летнего Айзека Уэбба на свою верфь в Нью-Йорке в качестве ученика. В последующие годы Экфорд возьмёт много других учеников, которые впоследствии станут известными морскими архитекторами и судостроителями. Это Jacob Bell, William Bennett, David Brown, Andrew Craft, John Dimon, John Englis, Thomas Megson, Stephen Smith и Sidney Wright.
19 июня 1816 года у Айзека Уэбба родился сын Уильям Генри Уэбб.
После завершения своего обучения Уэбб открывает приблизительно в 1818 году свою собственную верфь «Isaac Webb & Co.» недалеко от Corlears Hook, которая позже переехала на улицу Стэнтон (англ. Stanton Street). Уэбб в конечном счёте взял партнера, и фирма была переименована в «Webb & Allen». Похоже, что два других ученика Jacob Bell и David Brown основали в Нью-Йорке верфь «Brown & Bell», где был построен знаменитый колёсный пароход USS Jacob Bell.
Уильям Генри Уэбб учился в частном порядке в Колумбийском колледже-гимназии (англ. Columbia College Grammar School), демонстрируя природные способности к математике. Он построил своё первое судно, маленький скиф, в возрасти двенадцать лет, и, несмотря на пожелания отца, сделал наоборот закрепившись учеником на верфи своего отца в возрасте пятнадцати лет.
В период 1832—1833 годов нью-йоркская верфь «Webb & Allen» построила 6 прибережных шхун. Некоторые из них, включая прибережную шхуну «Roger B. Taney», были спроектированы Айзеком Уэббом, авторитетным и умелым дизайнером. «Roger B. Taney» планировалась как прибережная шхуна и была вооружена широким парусом, который давал преимущество в скорости. Впоследствии шхуна «Roger B. Taney» несла службу как таможенное судно.
После завершения своего шестилетнего обучения Уильям Уэбб решил в 1840 году продолжить своё обучение, путешествуя по Шотландии, чтобы посетить знаменитые верфи на реке Клайд. Однако во время этого путешествия его отец внезапно умер в возрасте 46 лет, и 23-летний Уильям вернулся домой, взяв на себя управление верфью.